# Alexandre Brière de Boismont
Alexandre Jacques François Brière de Boismont, född 18 oktober 1797 i Rouen, död 25 december 1881 i S:t Mandé vid Paris, var en fransk läkare.
Brière de Boismont var en av Frankrikes mest betydande hospitalsläkare och bidrog genom ett stort antal skrifter på ett mycket framstående sätt till psykiatrins utveckling. Han grundade 1834 i Paris en anstalt för sinnessjuka och var nära ett halvt århundrade en av denna stads mest anlitade psykiatrer.
Bland hans större psykiatriska arbeten är Des hallucinations ou histoire raisonnée des apparitions des visions, des songes, etc. (1845, flera upplagor) och Du suicide et de la folie-suicide (1855) de viktigaste. Han hade även stort intresse för rättspsykiatrin. Under sina tidigare år hade Brière de Boismont dessutom författat en mängd skrifter inom andra grenar av medicinen, såsom Relation historique et médicale du choléra-morbus du Pologne (1831), för vilken han av Institut de France erhöll en guldmedalj och av franska regeringen uppdraget att i Polen studera denna sjukdom.